# 주식회사 (음악 그룹)
주식회사는 2007년에 결성된 대한민국의 4인조 남성 프로젝트 음악 그룹이다. 5개월간 3장의 싱글음반을 발표하였다.

## 음반 목록
- digital single - 좋을거야 (2007년)
- digital single - Woman (2007년)
- digital single - Woman/아니벌써/좋을꺼야/나만 봐 (2007년)

## 같이 보기
- M4